# Јутурна
Јутурна (лат. Iuturna) је римска нимфа. Мајка Фонтана, бога изворске воде.

## Митологија
Јутурна је имала светилиште са кружно озиданим извором у југозападном делу Рима, у коме су, после вести које су донели о победи Римљана над Латинима, у бици код Регилског језера 496. п. н. е., браћа Кастор и Полукс напојили своје коње.
За воду из извора у Јутурнином храму се сматрало да је лековита, па је тако и Јутурна постала заштитница болесних људи. Сина Фонтана је, Јутурна зачела са Јанусом, богом почетка свих ствари. Јутурна је била сестра рутулског краља Турна, коме је помогла у борби против Енеје, вође тројанских насељеника који су се искрцали у Италији.
Насупрот храма Јутурни, син римског војсковође Аула Постумија је наредио да се сагради Диоскурима - браћи Кастору и Поликсу.